# آنا ماريا إهرنستراهل
آنا ماريا إهرنستراهل (بالسويدية: Anna Maria Ehrenstrahl)‏ (4 سبتمبر 1666 - 22 أكتوبر 1729)،  كانت رسامة باروكية سويدية. وهي معروفة بأعمالها الاستهلالية ولوحاتها وصورها وبورتريهات المجموعة.